# Santa Bárbara (Parmigianino)
Santa Bárbara es un óleo sobre tabla del pintor italiano Parmigianino, creado c. 1523, ahora en el Museo del Pradode Madrid (España). Hay copias en el museo de arte Mauritshuis (inv. 354), en el centro universitario Pomona College y en la mansión inglesa Chatsworth House (inv. 508).

## Historia
El cuadro llegó a España en 1686, cuando se registró en el Real Alcázar de Madrid, y  a partir del 1746 en el Palacio Real de la Granja de San Ildefonso. Se atribuye universalmente a Parmigianino y específicamente a su juventud por comparación con la Virgen María de su Retablo Bardi y con su Santa Apolonia y Santa Lucía. Popham identifica un dibujo en el Museo Bonnat de Bayona como un posible estudio preparatorio para la obra.
Probablemente sea la Santa Bárbara adquirida en 1624 con otras obras de la princesa Giulia d'Este para el cardenal Alessandro d'Este y registrada en 1662 en la colección Muselli de Verona.